# Sanren
Sanren (kinesiska: 三仁, 三仁畲族乡) är en socken i Kina. Den ligger i provinsen Zhejiang, i den östra delen av landet, omkring 210 kilometer söder om provinshuvudstaden Hangzhou. Antalet invånare är 7079. Befolkningen består av 3 456 kvinnor och 3 623 män. Barn under 15 år utgör 13,0 %, vuxna 15-64 år 72 %, och äldre över 65 år 13,0 %.
Genomsnittlig årsnederbörd är 2 285 millimeter. Den regnigaste månaden är juni, med i genomsnitt 470 mm nederbörd, och den torraste är oktober, med 48 mm nederbörd.